# Порт-Роял (Південна Кароліна)
Порт-Роял (англ. Port Royal) — місто (англ. town) в США, в окрузі Бофорт штату Південна Кароліна. Населення — 14 220 осіб (2020).

## Географія
Порт-Роял розташований за координатами 32°21′21″ пн. ш. 80°42′4″ зх. д. / 32.35583° пн. ш. 80.70111° зх. д. (32.355834, -80.701191).  За даними Бюро перепису населення США в 2010 році місто мало площу 57,01 км², з яких 49,07 км² — суходіл та 7,94 км² — водойми.

## Демографія
Згідно з переписом 2010 року, у місті мешкало 10 678 осіб у 3029 домогосподарствах у складі 1844 родин. Густота населення становила 187 осіб/км².  Було 3546 помешкань (62/км²).
Расовий склад населення:
| - 68,8 % — білих - 20,7 % — чорних або афроамериканців - 2,5 % — азіатів - 0,6 % — корінних американців - 0,1 % — вихідців з тихоокеанських островів - 3,7 % — осіб інших рас |

До двох чи більше рас належало 3,7 %. Частка іспаномовних становила 13,3 % від усіх жителів.
За віковим діапазоном населення розподілялося таким чином: 18,0 % — особи молодші 18 років, 76,7 % — особи у віці 18—64 років, 5,3 % — особи у віці 65 років та старші. Медіана віку мешканця становила 22,9 року. На 100 осіб жіночої статі у місті припадало 146,1 чоловіків;  на 100 жінок у віці від 18 років та старших — 159,6 чоловіків також старших 18 років.
Середній дохід на одне домашнє господарство  становив 59 437 доларів США (медіана — 47 445), а середній дохід на одну сім'ю — 64 109 доларів (медіана — 51 305). Медіана доходів становила 31 196 доларів для чоловіків та 30 971 долар для жінок. За межею бідності перебувало 14,8 % осіб, у тому числі 22,1 % дітей у віці до 18 років та 12,3 % осіб у віці 65 років та старших.
Цивільне працевлаштоване населення становило 3844 особи. Основні галузі зайнятості: освіта, охорона здоров'я та соціальна допомога — 27,1 %, публічна адміністрація — 15,4 %, науковці, спеціалісти, менеджери — 11,0 %, роздрібна торгівля — 10,9 %.